# Lai Runming
Lai Runming (5 de maio de 1965, em Dongguan) é um ex-halterofilista da China.
Lai Runming ganhou medalha de prata nos Jogos Olímpicos de 1984, com 265 kg no total combinado (125 no arranque mais 140 no arremesso), atrás de seu compatriota Wu Shude, com 267,5 kg (120+147,5), na categoria até 56 kg.
Quadro de resultados
| Ano  | Posição | Competição                             | Classe de peso | Marca                                            |
| 1983 | 10.     | Campeonato Mundial em Moscou           | –56 kg         | 252,5 kg (117,5+135)                             |
| 1984 | 2.      | Jogos Olímpicos e Campeonato Mundial * | –56 kg         | 265 kg (125+140)                                 |
| 1985 | 5.      | Campeonato Mundial em Södertälje       | –56 kg         | 267,5 kg (120+147,5)                             |
| 1986 | /       | Campeonato Mundial em Sófia            | –56 kg         | Sem marca no total (3º no arranque com 127,5 kg) |
| 1987 | 6.      | Campeonato Mundial em Ostrava          | –60 kg         | 285 kg (130+155)                                 |

*Os Jogos Olímpicos de 1984 contaram como Campeonato Mundial de Halterofilismo também.